# Paoua
Paoua este un oraș din Republica Centrafricană.